# Ателла
Ателла (итал. Atella) — коммуна в Италии, расположена в регионе Базиликата, подчинена административному центру Потенца.
Население составляет 3885 человек, плотность населения составляет 44 чел./км². Занимает площадь 88 км². Почтовый индекс — 85020. Телефонный код — 0972.
Покровителями коммуны почитаются Пресвятая Богородица и святой Вит, празднование 15 июня.